# Der Fall von Gondolin
Der Fall von Gondolin (englisch The Fall of Gondolin) ist eine Erzählung des englischen Schriftstellers und Philologen J. R. R. Tolkien. Die Geschichte bildet einen Teil seiner Geschichten über die fiktive Welt Mittelerde. Sie bekam ein eigenständiges Kapitel in dem postum von seinem Sohn Christopher Tolkien herausgegebenen Werk Das Silmarillion (englisch The Silmarillion). Der Titel der ersten Version lautete Von Tuor und dem Fall von Gondolin. Später wurde die Geschichte auch im Buch der verschollenen Geschichten veröffentlicht.
Am 30. August 2018 wurde Der Fall von Gondolin erstmals als eigenständige Buchversion herausgebracht. Übersetzt wurde es von dem Tolkienexperten Helmut W. Pesch. Es wurde als dritter Teil einer Trilogie von Christopher Tolkien herausgegeben und wie die beiden anderen Teile Die Kinder Húrins (2007) und Beren und Lúthien (2017) von Alan Lee mit Illustrationen versehen.

## Hintergrund
Die Erzählung Der Fall von Gondolin spielt, ebenso wie die beiden anderen Geschichten, im Ersten Zeitalter von Mittelerde. Tolkien gab an, dass dies die älteste der Geschichten Mittelerdes ist und er zählte sie zu den drei Großen Geschichten dieses Zeitalters. Christopher Tolkien merkte hierzu an:

„Mehr als einmal hat mein Vater gesagt, der »Fall von Gondolin« sei als erste Geschichte des Ersten Zeitalters verfaßt worden […]. In einem Brief aus dem Jahr 1964 erklärte er, daß er sie »aus dem Kopf« geschrieben habe, »wahrend eines Genesungsurlaubs von der Armee im Jahre 1917«; bei anderen Gelegenheiten gab er die Entstehungszeit mit 1916 oder 1916–1917 an.“

Tolkien wollte in den frühen 1920er Jahren eine Versversion der Geschichte unter dem Titel The Lay of the Fall of Gondolin verfassen. Später verfasste er komprimierte Version für das Silmarillion. Er begann vermutlich 1951 mit dem Schreiben von Of Tuor and the Fall of Gondolin, gab das Vorhaben jedoch wieder auf.
Die verborgene Elbenstadt Gondolin lag in der später untergegangenen Region Beleriand. Sie wurde von Turgon dem Fürsten der Noldorelben gründet, um für sein Volk einen sicheren Rückzugsort zu erschaffen. Der Vala Ulmo hatte ihn einst in das Tal von Tumladen in den Echoriath („Umzingelnden Berge“) geleitet, das östlich des großen Flusses Sirion lag. Inmitten des Tals lag der Hügel Amon Gwaeth („Berg der Wacht“), auf dem der Elbenfürst seine Stadtfestung errichten ließ. Als Vorbild diente ihm die weiße Stadt Tirion in Valinor. Die Stadt verfügte über breite gepflasterten Straßen, Gärten voller Blumen, zahlreiche Brunnen, große Plätze und hohe Türme.
Vor Turgons Palast gab es einen Gärten, in dem die Abbilder der zwei Bäume Valinors (Telperion, der Silberne, und Laurelin, der Goldene) standen, die „Brethil“ (Weißbuche, Birke, Silberbaum) und „Glingal“ (hängende Flamme, goldener Baum) genannt wurden. Die Stadt war stark befestigt, hatte sieben Tore und konnte nur zu Fuß erreicht werden. Ihre Lage wurde stets geheim gehalten, so dass sie Jahrhunderte lang vor dem Zugriff durch Morgoth verborgen blieb. Erst durch einen Verrat wurde sie zerstört.
Die Brüder Húrin und Huor von den Menschen waren vor Tuors Ankunft in Gondolin die einzigen Menschen, die die Elbenstadt je betreten und wieder verlassen hatten. Sie leben im Jahr 458 fast Jahr dort und werden von Turgon wie seine eigenen Kinder erzogen, weil er sich durch ihren Einsatz in der „Nirnaeth Arnoediad“ (der Schlacht der ungezählten Tränen) zurückziehen konnte. Eigentlich galt das strenge Gesetz, dass Besucher, die die Stadt betreten hatten, diese nie wieder verlassen durften, um ihren Standort nicht verraten zu können. Huor war der Vater Tuors, und sein Bruder Húurin war der Vater Túrins, dem Protagonisten der Erzählung Die Kinder Húrins. Als Tuor ein junger Mann war, begab er sich, einer inneren Eingebung durch Ulmo folgend, auf eine Wanderschaft und kam dabei an die Küste nach Nevrast („diesseitige Küste“). Dort hatte Turgon lange mit seinem Volk gelebt, ehe ihn Ulmo nach Tumladen führte und ihm mitteilte, dass er Ulmo ihm, wenn ihm Gefahr drohte, einen Boten nach Gondolin schicken werde.
Ulmo erhob sich im Sturm aus dem Meer und sprach vom Ufer aus zu Tuor. Er gab ihm einen Tarnmantel und die Weisung die versteckte Stadt Gondolin zu suchen und gab ihm das Schwert und die Rüstung Turgons, die dieser zu diesem Zweck rund 400 Jahre zuvor zurückgelassen hatte, um den Boten Ulmos zu erkennen. Dabei stand ihm Voronwë, ein Elb aus Gondolin zur Seite, der ihm den Weg zeigen konnte. In der Stadt angekommen überbrachte Tuor die Botschaft. Dor der Elbenfürst wollte seine Stadt nicht verlassen und ließ stattdessen den einzigen Eingang zur Stadt zuschütten. Turgons Tochter Idril Celebrindal verliebte sich in den Menschen und nach 502 vermählten sie sich. Doch hatte die schöne Elbin einen Verehrer namens Maeglin, einen Sohn von Turgons Schwester. Im Frühjahr 503 wurde ihr Sohn Earendil geboren. Maeglin hatte durch seinen Vater die Suche und den Umgang mit Erzen erlernt und verließ heimlich immer wieder die Stadt. Bei einem seiner Ausflüge wurde er von Orks gefangen genommen und verriet Morgoth die Lage des Ortes, um so sein Leben zu retten. Dieser Verrat führte zum Untergang Gondolins. In weiser Voraussicht oder einer den Elben angeborenen Vorahnung hatte Idril inzwischen einen geheimen Tunnel anlegen lassen, durch den sie bei Gefahr fliehen wollten. Doch Maeglin nahm Idril und ihren Sohn während des Angriffs auf die Stadt gefangen. Tuor kämpfte mit Maeglin und stürzte ihn von der hohen Stadtmauer. Mit nur wenigen Begleitern gelang Tuor und seiner Familie die Flucht zu den Häfen des Sirion. Turgon aber blieb in Gondolin und starb in seiner Stadt.

## Die Mischehen
Ein wichtiger Aspekt dieser Geschichte ist die zweite Verbindung zwischen Menschen und Elben. Tuor ist ein Mensch aus dem Dritten Haus der Edain und Idril ist eine Elbin aus dem Volk der Noldor. Es gab in der Geschichte Mittelerdes nur sehr wenige dieser Verbindungen und sie spielen auch im Herrn der Ringe eine wichtige Rolle. Die aus diesen Verbindungen entstandenen Kinder wurden Halbelben (Sindarin „Peredhil“) genannt.
Bekannt sind folgende Verbindungen:
- Beren Erchamion (Mensch aus dem Haus Beor) ⚭ Lúthien Tinúviel (Elbin, wählte ein sterbliches Leben), die Tochter von Thingol und Melian (Maia)
  - Dior Aranel (Halbelb, genannt Dior Eluchil oder Thingols Erbe) und Nimloth (Elbin aus Doriath)
    - Eluréd
    - Elurín
    - Elwing ⚭ Earendil
- Tuor (der Starke, aus dem Haus Hador) ⚭ Idril Celebrindal (Elbin der Noldor)
  - Earendil ⚭ Elwing
    - Elrond (entschied sich für das Leben als Elb, unsterblich)
      - Elladan, Elrohir und Arwen (entschieden sich für ein Leben als Mensch, sterbliches Schicksal)

    - Elros (Tar Minyatur, entschied sich für ein Leben als Mensch, maximale Lebensspanne 500 Jahre) [Der Untergang Númenors]
      - seine Nachfahren wurden die Könige von Númenor, Arnor und Gondor
- Aragorn (Nachfahr von Elros) ⚭ Arwen (Halbelbin, Tochter Elronds) [Der Herr der Ringe]

Es gab noch eine weitere mögliche Verbindung in anderer Richtung Andreth (Menschenfrau, Haus Beor) und Aegnor (Elbenmann), dem Bruder von Finrod Felagund, die jedoch nicht zustande kam. [Athrabeth Finrod ah Andreth]

## Inhalt
- Vorwort und Prolog
Im Vorwort wird das unvollendete Gedicht Die Flucht der Noldoli aus Valinor (englisch The flight of the Noldoli from Valinor) wiedergegeben, das eng mit dem Diebstahl der Silmaril im Zusammenhang steht und aus den Lays of Beleriand entnommen wurde.[3]
- Die ursprüngliche Geschichte, 83 Seiten (Book of the lost Tales II.)
- Der früheste Text, 3 Seiten (Book of the lost Tales II.)
- Turlin und die Verbannten von Gondolin, 6 Seiten (Textfragment The earliest ‘Silmarillion’ in The Shaping of Middle-earth)
- Die Geschichte in der Fassung der Skizze der Mythologie, 9 Seiten
- Die Geschichte in der Fassung der Quenta Noldorinwa, 8 Seiten (Quenta Noldorinwa)
- Die letzte Fassung, 64 Seiten (Unfinished Tales)
- Die Entwicklung der Geschichte
- Der Schluss
- Der Schluss der Skizze der Mythologie
- Der Schluss der Quenta Noldorinwa
- Anhang: Verzeichnis der Namen, Weitere Anmerkungen und Stammbäume

## Ausgaben
- The Fall of Gondolin. HarperCollins Publishers Ltd., London 2018, ISBN 978-0-00-830275-7.
- The Fall of Gondolin (= Middle-Earth Universe) Houghton Mifflin Harcourt, Boston 2018, ISBN 978-1-328-61304-2.
- Der Fall von Gondolin. Klett-Cotta, Stuttgart 2018, ISBN 978-3-608-96378-6 (352 Seiten, mit 9 Illustrationen und einer Karte).

In zugehörigen Werken Tolkiens herausgegeben von Christopher Tolkien
- The lays of Beleriand (= The History of Middle-earth. Band 3). Unwin Paperbacks, London 1987, ISBN 0-04-440018-7.
- Das Silmarillion. Klett-Cotta, Stuttgart 1978, ISBN 3-608-95131-8 (Nacherzählung der gesamten Mythologie des Ersten Zeitalters).
- Nachrichten aus Mittelerde. Klett-Cotta, Stuttgart 1983, ISBN 3-608-95160-1 (Einige Erzählungen in etwas besserer Form).
- Tuor und seine Ankunft in Gondolin. Deutscher Taschenbuch Verlag, München 2003, ISBN 3-423-59061-0.
- Das Buch der Verschollenen Geschichten Teil 1. (= The History of Middle-earth. Band 1). Klett-Cotta, Stuttgart 2007, ISBN 978-3-608-93061-0.
- Das Buch der Verschollenen Geschichten Teil 2. (= The History of Middle-earth. Band 2). Klett-Cotta, Stuttgart 2007, ISBN 978-3-608-93062-7.
- Beren und Lúthien. Klett-Cotta, Stuttgart 2017, ISBN 978-3-608-10888-0.